# Ilona Elek
Ilona Elek-Schacherer, née le 17 mai 1907 à Budapest et morte le 24 juillet 1988, est une escrimeuse hongroise pratiquant le fleuret. Elle a été double championne olympique aux épreuves de fleuret individuel des Jeux olympiques d'été de 1936 et 1948.
Ilona Elek a participé à trois olympiades entre 1936 et 1952 et remporté trois médailles individuelles. Elle est considérée comme une des plus grandes tireuses de l’histoire de l’escrime.
Elle a été cinq fois championne de Hongrie
Avant ses triomphes olympiques, Elek a gagné plusieurs fois les championnats du monde d’escrime, en 1934, 1935 et 1951 (elle était alors âgée de 44 ans). Elle a aussi remporté la médaille d’argent aux championnats de 1937 et 1954 et la médaille de bronze de 1955.
Ilona Elek a été la seule femme avant Valentina Vezzali en 2004 à remporter deux titres de championne olympique. Elle remporte aux Jeux olympiques d'été de 1936 la médaille d’or dans l’épreuve de fleuret individuel, devenant ainsi la première sportive hongroise à gagner un titre olympique. Elle était âgée de 29 ans et participait alors à ses premiers Jeux.
Au cours de l’épreuve, elle termine devant l’Allemande Helene Mayer, qui était un des deux seuls athlètes juifs autorisés par les autorités nazies à concourir aux Jeux. L’Autrichienne Ellen Müller-Preis complète le podium.
Après l’interruption due à la Seconde Guerre mondiale, Ilona Elek, âgée de 41 ans, réussit l’exploit de conserver son titre olympique à Londres.
Quatre ans plus tard, elle participe de nouveau aux Jeux et parvient à se hisser sur la deuxième marche du podium.

## Palmarès
- Jeux olympiques d'été
  -  Médaille d'or au fleuret individuel lors des Jeux olympiques de 1936 à Berlin
  -  Médaille d'or au fleuret individuel lors des Jeux olympiques de 1948 à Londres
  -  Médaille d'argent au fleuret individuel lors des Jeux olympiques de 1952 à Helsinki
- Championnats du monde d'escrime
  -  Médaille d'or au fleuret individuel lors du Championnat international d'escrime 1934 à Varsovie
  -  Médaille d'or au fleuret par équipe lors du Championnat international d'escrime 1934 à Varsovie
  -  Médaille d'or au fleuret individuel lors du Championnat international d'escrime 1935 à Lausanne
  -  Médaille d'or au fleuret par équipe lors du Championnat international d'escrime 1935 à Lausanne
  -  Médaille d'or au fleuret par équipe lors des Championnats du monde d'escrime 1937 à Paris
  -  Médaille d'or au fleuret individuel lors des Championnats du monde d'escrime 1951 à Stockholm
  -  Médaille d'or au fleuret par équipe lors des Championnats du monde d'escrime 1952 à Copenhague
  -  Médaille d'or au fleuret par équipe lors des Championnats du monde d'escrime 1953 à Bruxelles
  -  Médaille d'or au fleuret par équipe lors des Championnats du monde d'escrime 1954 à Luxembourg
  -  Médaille d'or au fleuret par équipe lors des Championnats du monde d'escrime 1955 à Rome
  -  Médaille d'argent au fleuret individuel lors des Championnats du monde d'escrime 1937 à Paris
  -  Médaille d'argent au fleuret individuel lors des Championnats du monde d'escrime 1954 à Luxembourg
  -  Médaille d'argent au fleuret par équipe lors du Championnat international d'escrime 1936 à San Remo
  -  Médaille d'argent au fleuret par équipe lors des Championnats du monde d'escrime 1948 à La Haye
  -  Médaille d'argent au fleuret par équipe lors des Championnats du monde d'escrime 1951 à Stockholm
  -  Médaille de bronze au fleuret par équipe lors des Championnats du monde d'escrime 1955 à Rome
  -  Médaille de bronze au fleuret par équipe lors des Championnats du monde d'escrime 1956 à Londres